# Södregöl (Alseda socken, Småland)
Södregöl är en sjö i Vetlanda kommun i Småland och ingår i Emåns huvudavrinningsområde.